# Искусство Сериндии

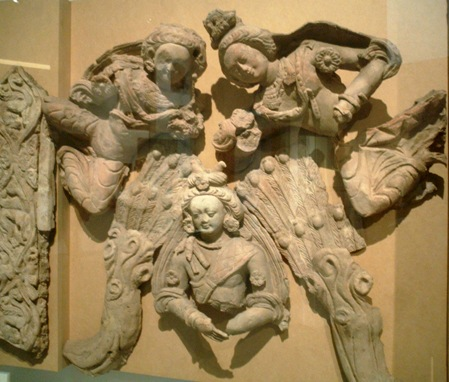
«Героический жест бодхисаттвы», терракота VI—VII веков, Тумшук, Синьцзян, Китай

Искусство Сериндии — это искусство, которое развивалось со II по XI век нашей эры в Сериндии или Синьцзяне, западном регионе Китая, который в то время находился в культурной сфере Средней Азии.
Оно происходит от греко-буддийского искусства района Гандхара на территории современного Афганистана и Пакистана. Гандхарская скульптура сочетала в себе индийские традиции с греческим влиянием.
Современные исследователи предполагают, что буддийские миссионеры, путешествующие по Шёлковому пути, привнесли это художественное влияние вместе с самим буддизмом в Сериндию, в результате чего появился стиль, представляющий собой гибрид греческого, китайского и персидского языков. 
В наше время сериндское искусство было заново открыто благодаря экспедициям сэра Ауреля Стейна в Центральную Азию в начале XX века.

## Галерея

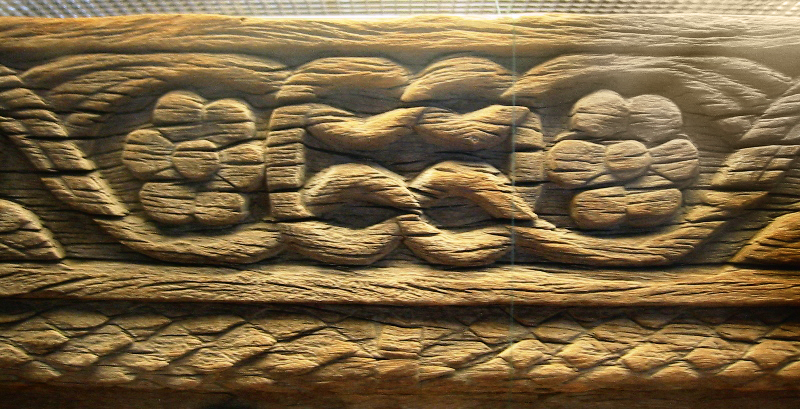
Резная деревянная балка в эллинистическом стиле, III-IV вв. н. э.
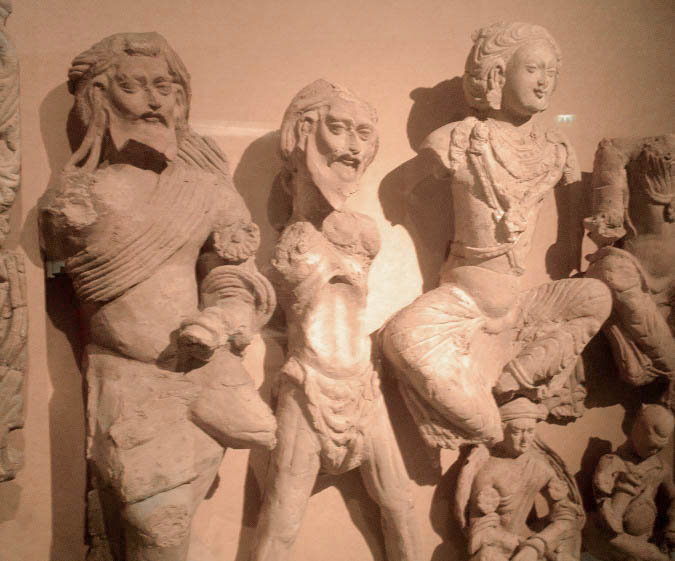
Сериндская группа, терракота VI-VII веков, Тумшук (Синьцзян)
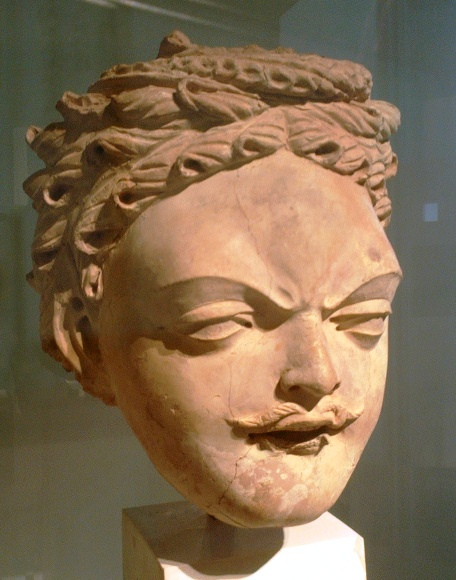
Голова сериндского мужчины, терракота VI-VII веков, Тумшук (Синьцзян)
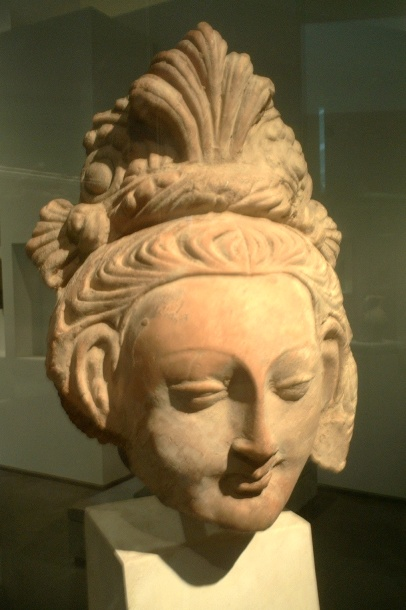
Голова сериндской женщины-бодхисаттвы, терракота VI-VII веков, Тумшук (Синьцзян)
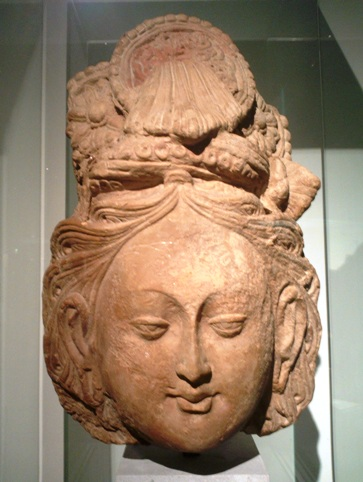
Сериндская голова, терракота VI-VII веков, Тумшук (Синьцзян)
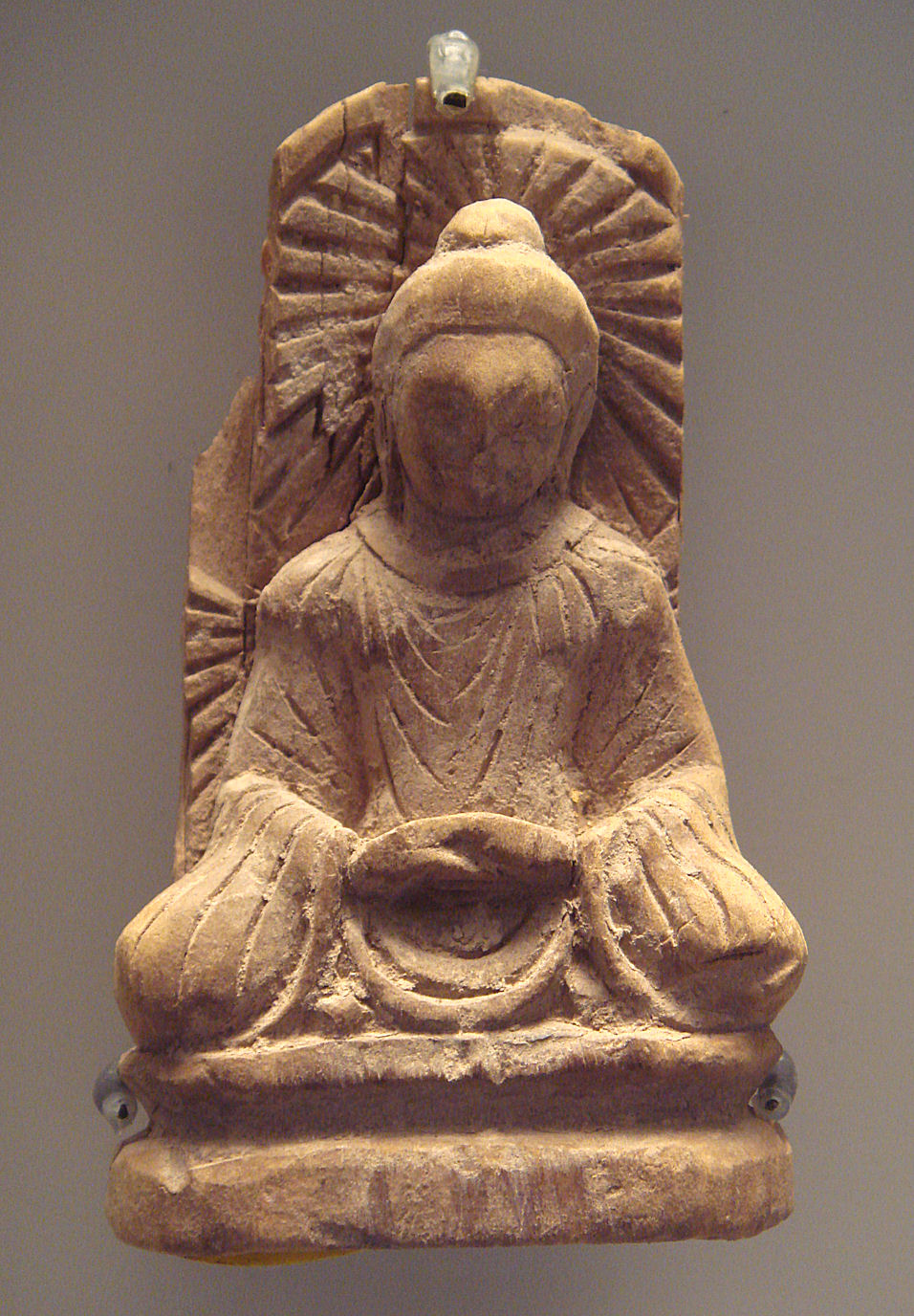
Статуя Будды из Тумшука, Синьцзян. V век.